# Lode Bostoen
Lode Bostoen (Brugge, 17 november 1931 – Bertem, 7 maart 2015) was een Belgisch jurist en journalist.

## Levensloop

### Opleiding
Na de Grieks-Latijnse humaniora aan het Sint-Lodewijkscollege in Brugge en het Klein Seminarie in Roeselare studeerde Lode Bostoen Wijsbegeerte en Letteren (kandidatuur) en Rechtsgeleerdheid (doctoraat) aan de Katholieke Universiteit van Leuven (1950-1955). Als student was hij redacteur en vanaf oktober 1953, in opvolging van Guido Van Hoof, hoofdredacteur van Universitas, het blad van het Hoogstudentenverbond voor Katholieke Actie, waarvan de hoogleraar filosofie Albert Dondeyne de bezieler was. 

### Journalistieke en redactionele loopbaan
Op voorstel van Van Hoof, die redacteur was geworden van het door de jezuïeten uitgegeven weekblad De Linie, trad Bostoen als pas afgestudeerd doctor in de rechten in oktober 1955 toe tot de redactie van het blad. In januari 1962 stapte hij, daartoe uitgenodigd door de directeur van de redactie, Luc Vandeweghe (alias E. Troch), over naar de krant ’’De Standaard’’ (wat Van Hoof al eerder had gedaan). Hij werkte er drie jaar op de afdeling Buitenland en werd in 1965 chef van de afdeling Binnenland (waar tot 1971 ook de economische en financiële berichtgeving onder ressorteerde). Zijn taak was er in hoofdzaak een van coördinatie. Wanneer hij zelf schreef, ging het meestal over het defensiebeleid en de Belgische krijgsmacht, waar hij de scheefgetrokken taalverhouding aan de top en de achterstelling van Vlaamse officieren bij bevorderingen aan de kaak stelde.
In het voorjaar van 1976 werd De Standaard meegesleurd in het faillissement van de NV Periodica, de drukkerij van het mediabedrijf dat Albert De Smaele had uitgebouwd. Om in geval van overname “de tradities van De Standaard te handhaven” en “over het behoud van de personeelsbezetting te waken”, richtten de redacteurs op 9 juni 1976 de vzw Redactie De Standaard op. Bostoen, die als jurist de statuten van de vereniging had opgesteld, werd tot lid van de raad van bestuur verkozen. Hij behoorde ook tot het groepje redacteurs van Binnenland en Economie dat het initiatief nam voor de oprichting van de NV Krantenfonds, met de bedoeling financieel te participeren in een nieuw uitgeversbedrijf. Ook zorgde hij er mee voor dat De Standaard tijdens die turbulente dagen, met veel volks- en vakbondsvergaderingen, bleef verschijnen. 
Op 29 juni 1976 nam de nieuw daartoe opgerichte Vlaamse Uitgeversmaatschappij (VUM) De Standaard (alsook de zusterkranten ’’Het Nieuwsblad’’ en ’’De Gentenaar’’) over. Op grond van het vertrouwen en de waardering die hij ter wille van zijn rol in de crisisweken bij zijn collega’s genoot, werd Bostoen aangesteld tot hoofdredacteur, samen met Manu Ruys (die al vóór het faillissement politiek hoofdredacteur was, maar niet in aanmerking kwam om de enige hoofdredacteur te worden omdat André Leysen, de voorzitter van het directiecomité van de VUM, wenste dat de hoofdredacteur permanent beschikbaar was voor de redactie en de directie, en Ruys zijn betrekking bij de dienst Beknopt Verslag van de Kamer van volksvertegenwoordigers niet wenste op te geven). Beiden spraken onderling af dat Ruys verantwoordelijk zou zijn voor de politieke lijn van de kranten en Bostoen zou instaan voor de organisatie van de redactie, de aanwervingen, het personeelsbeleid en het dagelijks beheer van de krant. In die hoedanigheid bewaakte Bostoen vooral de journalistieke kwaliteit, inzonderheid de strikte scheiding van feiten en commentaar, en een zakelijke en correcte berichtgeving – beginselen die gedurende zijn hele journalistieke loopbaan zijn ijkpunten zijn geweest.
In het vooruitzicht van de oppensioenstelling van Ruys (juni 1989) en om De Standaard en Het Nieuwsblad-De Gentenaar te “herpositioneren”, werd de structuur van de redactie in de zomer van 1989 aangepast. Beide kranten kregen een eigen hoofdredactie (geleid door resp. Mark Deweerdt en Roger Schoemans). Bostoen werd algemeen hoofdredacteur van de VUM-kranten en was verantwoordelijk voor het “human resources management” en voor de langetermijnontwikkeling van de bladen. Omdat hij kennelijk  niet aan de verwachtingen van de uitgever voldeed – Bostoen geloofde niet in moderne managementtechnieken en had ook moeite met de toenemende druk van de commerciële directie om greep te krijgen op het redactionele beleid – besliste André Leysen in de zomer van 1991 hem te vervangen door Lou De Clerck, de hoofdredacteur van ’’Gazet van Antwerpen’’, en hem een directiefunctie buiten de redactie te geven.
In 1994 ging Bostoen in op het verzoek van de VUM-leiding om, in afwachting van de aanstelling van een jonge kracht, hoofdredacteur te worden van ’’Het Volk’’, de krant van de christelijke arbeidersbeweging die door de VUM was overgenomen. Hij oefende die functie uit tot hij op 1 december 1996 met pensioen ging.